# Maria Maglietta
Maria Maglietta (...) è un'attrice teatrale, drammaturga e regista teatrale italiana.

## Biografia
Nel 1975 insieme a Marco Baliani fonda la compagnia Ruotalibera. Sono state circa venti le produzioni realizzate dal 1975 al 1991, anno che in cui esce da Ruotalibera e si trasferisce da Roma a Parma.
Compagna di Marco Baliani con cui ha ideato Storie, Kohlhaas, Jeanne D'Arc, Parole, Sole Nero, Lo Straniero, Corpo di stato. Tra gli altri eventi teatrali si ricordano Corvi di luna (1989) e D'acqua la luna (1990), spettacoli intorno alle memorie della Seconda Guerra Mondiale, a partire dai racconti di Italo Calvino. Nel biennio 1991-1992, per ricordare la strage della stazione di Bologna, Maria Maglietta è con Marco Baliani realizza Antigone delle Città e Antigoni della Terra.
Nel 1992, per il festival Drodesera, cura la drammaturgia di Memoria del Fuoco, spettacolo dedicato al continente sudamericano, a partire dalla trilogia di Edoardo Galeano.
Nel triennio 1994 - 1996 Maria Maglietta partecipa alla creazione di una trilogia di spettacoli sulla memoria della Prima Guerra Mondiale, promossi dal Museo della Guerra di Rovereto e dal Museo Storico di Trento: Come gocce di una fiumana (1994), Terra dove non annotta (1995) e Le vie del ritorno (1996).
Successivamente, tra il 1996 e il 1997, Maria Maglietta partecipa come attrice a drammaturga a I porti del Mediterraneo. Nascono gli spettacoli Migranti e Giufà,Giochà, Nasreddin Hocà (di cui realizza testo e costumi).
Nel 2001, con Terribilio di Mare, si ispira al romanzo “Horcynus Orca”.
Per il Teatro di Roma partecipa come drammaturga al progetto “Fratelli di Italia” per i 150 anni dell'Unità d'Italia che prevede la creazione di due spettacoli con lo stesso gruppo di artisti: Piazza d'Italia (2009) tratto dal romanzo di Tabucchi e Repubblica di un solo giorno (2010), focalizzato sull'esperienza della Repubblica Romana.
Ha recitato ne La pelle tratto dall'omonimo libro di Curzio Malaparte, nel lavoro di drammaturgia e regia del Mondo offeso, ispirato a Conversazione in Sicilia di Vittorini, Di terra e di sangue, sulla storia di Salvatore Carnevale, e  ancora nel lavoro di drammaturgia e scrittura di Terra Promessa. Briganti e Migranti, spettacolo sulla figura del brigante lucano Carmine Crocco.
Dal 2003 al 2012 partecipa con altri artisti a Acting from the Street, progetto teatrale per i ragazzi di strada di Nairobi, promosso da Marco Baliani e AMREF.
Il lavoro di quegli anni ha portato nel 2004 alla creazione dello spettacolo Pinocchio nero, seguito da L'Amore buono e da La casa nel cielo, spettacolo itinerante in alcuni villaggi della Rift Valley keniana.
Ha realizzato spettacoli destinati ai bambini come Bambine (Premio Stregagatto) e La strada delle tartarughe e stabilendo una collaborazione ultradecennale con l'attore Roberto Anglisani. Da questo sodalizio sono nati spettacoli come Giovanni Livigno, Il sognatore e Giungla che, nel 2013, è diventato anche un libro per ragazzi, edito da Rizzoli.
Nel 2012 ha dato vita allo spettacolo Identità che la vede in scena assieme a Marco Baliani, coautore. Lo spettacolo ha vinto il Premio Enriquez 2013.
Nel 2013 per il Nuovo Teatro ha curato la drammaturgia di Decamerone. Vizi virtù passioni con Stefano Accorsi per la regia di Marco Baliani.
Nel 2015 Maria Maglietta ha diretto Marco Baliani nello spettacolo Trincea, vincendo, l'anno successivo il Premio Enriquez per la Regia.

## Teatro
- Storia di Petrosinella (1979)
- Rosa e Celeste (1983)
- Orphy 2013 (1984, vincitore Premio Stregatto)
- Oz (1985, segnalazione Premio Stregatto)
- Le due orfanelle (1987)
- Tisiù (1988)
- La felicità non ha fine (1988, sulla figura del poeta Majakovskij, regia di Bruno Stori).
- Kohlhaas (1989)
- Jeanne D'Arc (1989)
- La buona novella (1990)
- Corvi di luna (1990, tratto dai racconti di Italo Calvino, presentato al festival di Santarcangelo)
- D'acqua la luna (1991, tratto dai racconti di Italo Calvino, produzione CentroTeatrale Bresciano)
- Parole (1991)
- Antigone delle città (1991, eventi teatrali nella città di Bologna per commemorare la Strage di Bologna)
- Antigoni della Terra (1992)
- Memoria del fuoco (1992)
- Piccoli angeli (1993, vincitore Premio Stregagatto)
- Lear (1994)
- Come gocce di una fiumana (1994)
- Anni di vento (1995)
- Terra dove non annotta (1995)
- Migranti (1996)
- Le vie del ritorno (1996)
- Peer Gynt (1996)
- Bambine (1996, vincitore premio Stregatto 97)
- Giovanni Livigno, ballata per piccione solista (1997)
- Phenix (1997)
- Giufà, Giochà, Gioà, Nasreddin Hoca (1997)
- Sole Nero (1998)
- Corpo di stato (1998)
- La crociata dei fanciulli (1999)
- Nemici per la pelle (1999)
- Francesco a testa in giù (1999)
- La seconda vita di Francesco D'Assisi (2000)
- Piccologrande (2000)
- Terribilio di Mare (2000)
- Ombre (2000)
- Il mondo offeso (2002)
- Emigranti (2002)
- Le serve (2002)
- Il sognatore (2002)
- Lo straniero (2003)
- Il cantico degli assassini (2004)
- La lunga note di Medea di Corrado Alvaro (2004)
- Pinocchio nero (2004)
- Di terra e di sangue (2005)
- La cena di Emmaus (2005)
- La pelle della luna (2005)
- Metamorfosi (2005)
- L'amore buono (2006)
- Di scomode parole (2006)
- Qui comincia la sventura del sig. Bonaventura (2007)
- Una notte nel bosco degli spiriti (2007)
- Giungla (2007)
- La casa nel cielo (2008)
- La pelle (2008)
- Piazza d'Italia (2009)
- La strada delle tartarughe (2010)
- La repubblica di un solo giorno (2010)
- Terra promessa. Briganti e migranti (2011, di Marco Baliani, Felice Cappa e Maria Maglietta)
- Identità (2012, vincitore del Premio Enriquez)
- Le baiser de la grenouille (2013)
- Decamerone. Vizi virtù passioni (2013)
- Trincea (2015, vincitore del Premio Enriquez per la Regia)

## Radio
- Le voci di Alice (1983)
- Contacantafavole (1986)
- Edippo nel sottosuolo infantile (1986)
- Corvi di luna (1990)